# Coop Oskarshamn med omnejd
Coop Oskarshamn med omnejd är en svensk konsumentförening som driver kooperativa butiker i Oskarshamns kommun, Hultsfreds kommun, Vimmerby kommun, Mönsterås kommun och Högsby kommun samt i Alsterbro. Den har sitt säte i Oskarshamn. Vid utgången av 2023 drev föreningen 16 butiker och hade 33 066 medlemmar.

## Historik
Oskarshamns kooperativa handelsförening grundades 1907 och öppnade sin första butik år 1908.
Föreningens namn blev efter en tid Konsumtionsföreningen Oskarshamn m. o. År 1970 ändrades detta till Konsumentföreningen Oskarshamn med omnejd. År 2014 meddelades att namnet skulle ändras till Coop Oskarshamn med omnejd.
Det första Domusvaruhuset i Oskarshamn öppnade 1961 och år 1970 flyttade det till en mer långvarig plats på Flanaden. Domus i Oskarshamn fanns kvar fram till år 2012 när den gjordes om till en Coop Extra. Även Mönsterås fick under 1960-talet en Domushall som ersatte övriga Konsumbutiker på orten.
I december 1959 blev Allan Ekström ny affärschef i föreningen. Under Ekström öppnade man 1962 på prov butik med det nya konceptet "Skotten", som var en butik med begränsad service och utbud. Försöket föll väl ut och ett par år senare hade föreningens kvarvarande Konsumbutiker ersatts av tre Skottebutiker, undantaget Domus som fortsatt hade högre servicegrad och mer omfattande utbud. Butiken i Påskallavik hade tidigare inte haft självbetjäning utan fick detta när man ställde om till Skottekonceptet.
Konsumentföreningen Nordöstra Smålands Inland som bland annat omfattade Vimmerby och Hultsfred hade 1969 uppgått i Konsum Centrala Östergötland (KCÖ). Det var KCÖ som öppnade Vimmerbys Domus den 27 september 1972. Vidare etablerades Domus i Hultsfred i april 1970. Senare kom Vimmerby- och Hultsfredsområdet att tillhöra Oskarshamnsföreningen.
Den 21 juni 1972 fick Blomstermåla en ny och större livsmedelshall, byggd bakom föreningens gamla butik på orten. Under 1973 uppfördes nya livsmedelshallar i Norrtorn, Kristdala och Högsby. Sommaren 1974 öppnade även en ny hall i Alsterbro.
År 2002 hade föreningen 20 butiker. Då hade Domus i Mönsterås, Vimmerby och Hultsfred gjorts om till Konsum Extra och Domus fanns bara kvar i Oskarshamn. År 2007 stängde butiken i Norrtorn. År 2012 hade föreningen ekonomiska problem och sålde butikerna i Fågelfors, Silverdalen och Mariannelund. År 2015 var antalet butiker 15 och föreningen hade alltjämt 15 butiker år 2020.
År 2019 hade Växjöbaserade Konsumentföreningen Göta, som drev de flesta övriga Coop-butikerna i Småland, försökt få till stånd en fusion med Coop Oskarshamn. Kf Göta röstade enhälligt för en fusion, medan Coop Oskarshamn med liten marginal röstade mot. Kf Göta valde att istället uppgå i Coop Väst året därpå.
Efter att Coop Butiker & Stormarknader (CBS) köpt den svenska Nettokedjan nåddes år 2020 en överenskommelse om att fyra tidigare Nettobutiker i Coop Oskarshamns område skulle drivas gemensamt bolag samägt av CBS och Coop Oskarshamn. Affären var dock inte i hamn vid utgången av 2020. I slutändan blev resultatet att Coop Oskarshamn tog över tre tidigare Nettobutiker, de i Oskarshamn, Vimmerby samt Mönsterås, medan den i Hultsfred lades ner. Överlåtelsen skedde den 1 januari 2022. Under tiden hade föreningen byggt en ny butik i Fårbo som öppnade den 25 november 2021 och ersatte ortens befintliga.
Inledningsvis kommunicerande man att man tänkte ha två butiker i Vimmerby, men i april 2022 meddelade Coop Oskarshamn att de i Vimmerby skulle satsa på den tidigare Netto-butiken och lägga ner den butik man hade sedan tidigare (gamla Domus). Den 15 december 2023 lade man även ner den tidigare Nettobutiken i Mönsterås, då kallad Coop Södra Vägen.

## Källhänvisningar
1. ↑  Våra butiker Arkiverad 23 september 2021 hämtat från the Wayback Machine., Coop Oskarshamn med omnejd
2. 1 2  Årsredovisning för Coop Oskarshamn med omnejd ekonomisk förening 732800-0786 Räkenskapsåret 2023-01-01 - 2023-12-31
3. 1 2  Coop värnar medlemmarna, Stads-Magasinet Oskarshamn, 7 juli 2016
4. ↑  Kungörelser, Barometern, 9 oktober 1970
5. 1 2  "KF Oskarshamn har vänt minus till plus", Östra Småland, 21 november 2014
6. ↑  Domus bygger om och byter namn, Barometern-OT, 7 januari 2012
7. ↑  Domushallen i Mönsterås noterade stora ökningar, Barometern, 7 april 1970
8. ↑  Dagens Nyheter, 7 augusti 1959
9. ↑  Oskarshamns "skottar" spar miljoner åt husmödrarna, Expressen, 20 januari 1964
10. ↑  Mera självbetjäning än detta kan det väl inte bli! Oskarshamns-Konsum har nu bara "skottar", Handels-Nytt, nr. 1, januari 1964
11. ↑  Allmänna annonser, Barometern, 9 juli 1969
12. ↑  Ung förening med gamla rötter : en krönika om KCÖ:s många föregångare, Konsum Centrala Östergötland, 1970
13. ↑  Butiken missar 50-årsdagen med några månader, Vimmerby Tidning, 9 april 2022
14. ↑  Strukturomvandlingen inom handeln under 5 år, Handels-Nytt, nr. 4, 1971
15. ↑  Det var på den tiden bensinen kostade 3,27, Barometern-OT, 10 december 2020
16. ↑  Ny varuhall ger Blomstermåla Konsum en fördubblad affärsyta, Barometern, 21 juni 1972
17. ↑  Ny livsmedelshall byggs i Alsterbro, Barometern, 30 mars 1974
18. ↑  "KFs höga avgifter hotar de små Konsumbutikerna", Östran/Nyheterna, 9 mars 2002
19. ↑  Konsumbutiken i Norrtorn läggs ner Arkiverad 22 februari 2009 hämtat från the Wayback Machine., Barometern-OT, 20 februari 2007
20. ↑  Katastrofår för Coop i Oskarshamn, Dagens Handel, 26 mars 2013
21. ↑  Årsredovisning för Coop Oskarshamn med omnejd ekonomisk förening 732800-0786 Räkenskapsåret 2015-01-01 - 2015-12-31
22. 1 2  Årsredovisning för Coop Oskarshamn med omnejd ekonomisk förening 732800-0786 Räkenskapsåret 2020-01-01 - 2020-12-31
23. ↑  Stor fusion planeras inom Coop-sfären, Fri Köpenskap, 27 februari 2019
24. ↑  Årsredovisning för Konsumentföreningen Göta, ekonomisk förening Räkenskapsåret 2019, Konsumentföreningen Göta
25. ↑  Storfusionen inom Coop stoppad – ombuden sa nej: ”Stor besvikelse”, Market, 16 maj 2019
26. ↑  Tajt omröstning gav nej till fusion för Coop-butikerna, Dagens Hultsfred, 16 maj 2019
27. ↑  Coop Oskarshamn ska också driva ”Netto”-butiker med CBS, Fri Köpenskap, 26 mars 2020
28. ↑  Tre butiker hos Coop Butiker & Stormarknader säljs till Coop Oskarshamn, Kooperativa förbundet, 27 oktober 2021
29. ↑  Årsredovisning för Coop Oskarshamn med omnejd ekonomisk förening 732800-0786 Räkenskapsåret 2021-01-01 - 2021-12-31
30. ↑  Efter nedläggningen i Hultsfred – därför behålls butiken i Vimmerby, Dagens Hultsfred, 27 oktober 2021
31. ↑  Chockbeskedet: Coop-butiken i centrum läggs ner, Vimmerby Tidning, 7 april 2022
32. ↑  LIVSMEDELSJÄTTEN STÄNGER EN AV SINA BUTIKER I VIMMERBY, Dagens Vimmerby, 7 april 2022
33. ↑  Här avvecklar Coop: ”En ohållbar situation”, Dagligvarunytt, 27 september 2023